# Powołanie świętego Mateusza
Powołanie św. Mateusza – obraz olejny włoskiego artysty barokowego, Caravaggia. Jest to jedno z trzech dzieł artysty, przedstawiających sceny z życia apostoła i namalowanych w latach 1597–1601 dla ozdobienia kaplicy Contarellich rzymskiego kościoła San Luigi dei Francesi. Było to pierwsze poważne zlecenie, które pozwoliło Caravaggiowi na samodzielną działalność artystyczną.

## Opis obrazu
Treścią dzieła jest scena, w której Chrystus powołuje do służby Mateusza (Mt 9, 9). Artysta umiejscawia ją w ciemnym pomieszczeniu, którym jest zapewne komora celna. Całość oświetlona jest strumieniem ostrego światła, wpadającym przez niewidoczny otwór z prawej strony.
Obraz podzielony jest na dwie części. Celnik Mateusz siedzi przy stole z czterema współpracownikami zajętymi liczeniem pieniędzy. Są to mężczyźni w różnym wieku, dostatnio i jaskrawo ubrani, dwóch z nich ma kapelusze z piórami na głowach, u boku mają szpady. W pewnym oddaleniu, z prawej strony Caravaggio namalował Chrystusa, który właśnie wszedł do środka ze św. Piotrem. Jezus wyciągniętą ręką wskazuje na Mateusza, jego twarz wyraża zdecydowanie, zapewne przed chwilą padły słowa Pójdź za Mną!. Mateusz siedzący w środku grupy przy stole, jest zaskoczony, niezdarnie naśladuje gest Chrystusa i kieruje rękę na własną pierś, jakby upewniał się czy to o niego chodzi. Dwaj starsi celnicy nie dostrzegają przybyszów i nadal zajęci są liczeniem pieniędzy. Młodsi, siedzący bliżej drzwi ze zdumieniem, ale i pewnym zrozumieniem patrzą w stronę Jezusa.
Caravaggio posługujący się światłocieniem wykorzystał wszystkie walory ostrego i ukośnego oświetlenia sceny. Światło wyodrębnia jedynie fragmenty twarzy i postaci podkreślając ich emocje, zdziwienie Mateusza, zachłanność starych celników i zuchwałość młodych. W oknie przedstawionym nad sceną dominuje ciemny znak krzyża, również układ postaci układa się w ten znak zapowiadający męczeńską śmierć Jezusa i trud czekający wybranego Mateusza.

## Interpretacje i nawiązania

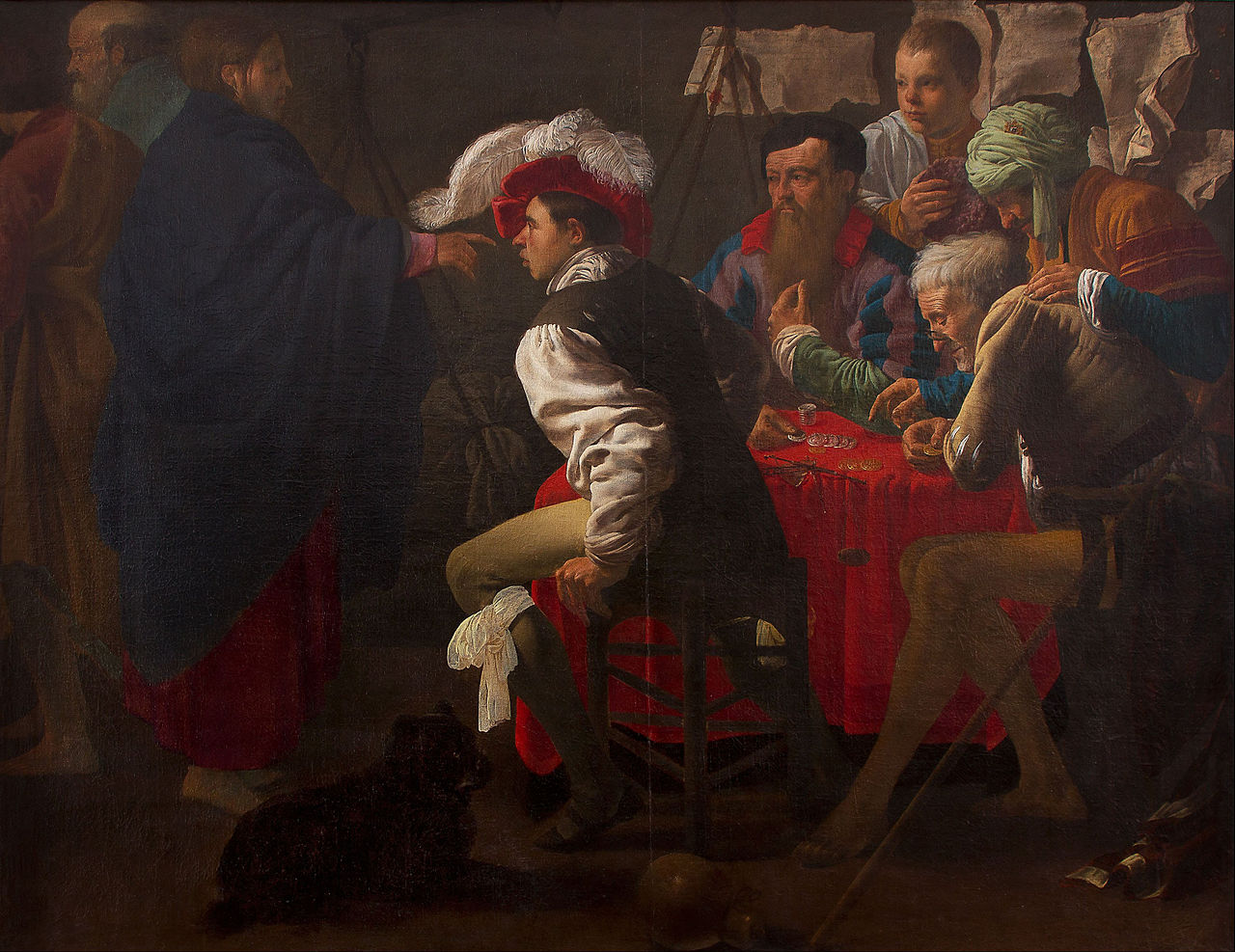
Hendrick ter Brugghen, Powołanie św. Mateusza, 1629, Musée des Beaux-Arts, Le Havre

Obrazy Caravaggia z kaplicy Contarellich rzymskiego kościoła San Luigi dei Francesi przyniosły malarzowi uznanie i sławę. Doceniano mistrzowskie przedstawianie dramatyzmu i uczuć, lecz krytykowano dosłowny realizm. Odbiorcom nie podobały się bose nogi Jezusa i św. Piotra i nadawanie świętym rysów pospolitych ludzi. Jeden z obrazów przeznaczonych do kaplicy Contarellich został odrzucony właśnie z powodu niestosowności (Święty Mateusz i anioł) i zastąpiony innym, bardzo klasycznym w formie.
Obraz często mylnie interpretowano – sądzono, że scena ma miejsce w karczmie, a Mateusz został przyłapany na pijaństwie z łotrzykami liczącymi pieniądze. Za rozpowszechnienie się tego błędnego przekonania odpowiedzialny jest malarz i historyk sztuki Sandrart (1606–1688), którego zapewne zmylił realizm przedstawienia grupy celników. Gest Chrystusa wskazującego Mateusza jest porównywany do gestu Boga Ojca z fresku Michała Anioła w kaplicy Sykstyńskiej. Dzieło Caravaggia często inspirowało następców Caravaggia; scenę Powołania św. Mateusza malowali m.in. Hendrick ter Brugghen i Bernardo Strozzi.